# 小行星3182
小行星3182（3182 Shimanto）是一颗围绕太阳公转的小行星。1984年11月27日，關勉在藝西天文台发现了此天体。
該小行星以日本高知縣的四萬十川命名。
这颗小行星的绝对星等为162.0109076241494等。